# マリア・アナ・ヴィトリア・デ・ブラガンサ
マリア・アナ・ヴィトリア・デ・ブラガンサ（ポルトガル語: Maria Ana Vitória de Bragança, 1768年12月15日 - 1788年11月2日）は、ポルトガルの王族。ポルトガル女王マリア1世とその夫君ペドロ3世の間の次女で、スペイン王子ガブリエルの妃。
全名はマリア・アナ・ヴィトリア・ジュゼファ・フランシスカ・シャヴィエル・ディ・パウラ・アントニエータ・ジュアーナ・ドゥミンガス・ガブリエーラ（Maria Ana Vitória Josefa Francisca Xavier de Paula Antonieta Joana Domingas Gabriela de Bragança）。

## 生涯
マリア1世女王夫妻の第5子、次女としてケルス宮殿に生まれた。洗礼名は母方の祖母マリアナ・ビクトリア王太后にちなむ。マリアナ・ビクトリア王太后が1777年に兄のスペイン王カルロス3世とポルトガル、スペイン間の同盟について協議するため母国スペインに赴いた際、ヴィトリア王女とスペイン王のお気に入りの息子であるガブリエル王子との結婚が取り決められた。ガブリエルはヴィトリアの従叔父にあたる。1785年4月12日にヴィラ・ヴィソザの公爵宮殿で新婦ヴィトリアのみの代理結婚式が行われ、ヴィトリアと新郎ガブリエルは5月23日にアランフエス王宮で初めて対面し、その後披露宴が催された。
ヴィトリアは夫ガブリエル王子が所有するエル・エスコリアル修道院敷地内の居館カシータ・デル・インファンテで暮らし、夫との間に3人の子供をもうけた。しかし第3子カルロス・ホセの出産直後の1788年11月2日に、わずか19歳の若さで亡くなった。生れたばかりのカルロス・ホセも母の死の一週間後に死に、そして夫ガブリエルも天然痘に罹患して同月23日には急死した。夫妻の3人の子供のうち長男ペドロ・カルロスだけが生き残ったが、孤児のペドロ・カルロスは母方の祖母マリア1世の手元に引き取られて養育され、ポルトガル王家の一員となった。

## 子女
- ペドロ・カルロス（1786年 - 1812年）　従妹のポルトガル王女マリア・テレザと結婚
- マリア・カルロータ（1787年）
- カルロス・ホセ（1788年）